# Wladyslaw Kryklij

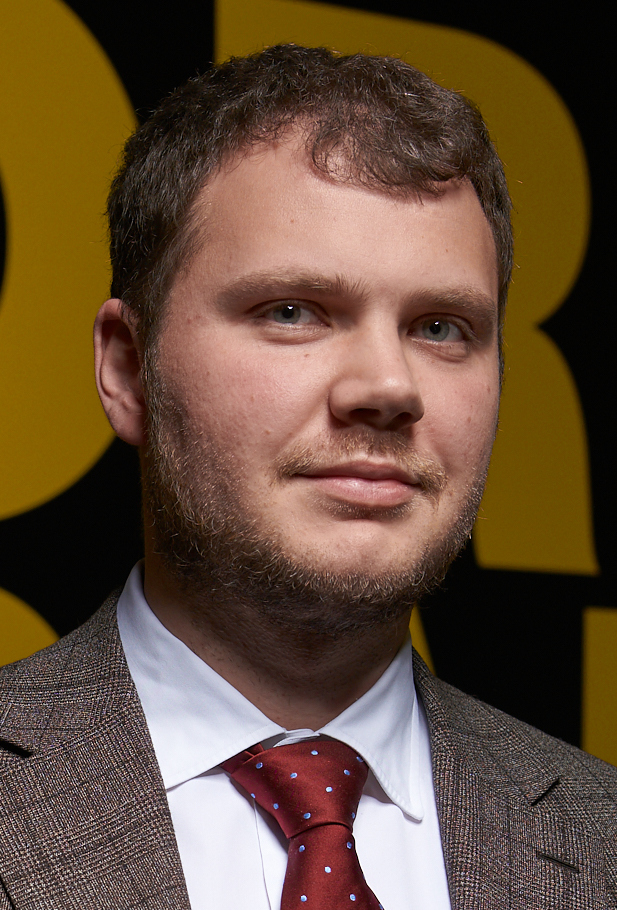
Wladyslaw Kryklij 2019

Wladyslaw Arturowytsch Kryklij (ukrainisch Владислав Артурович Криклій; * 23. November 1986) ist ein ukrainischer Ökonom, Politiker und war vom 29. August 2019 bis zum 18. Mai 2021 Minister für Infrastruktur der Ukraine.

## Leben
Kryklij absolvierte 2009 mit Auszeichnung sein Studium zum Ökonomen an der Nationalen Taras-Schewtschenko-Universität in Kiew. Seit 2015 ist er Kandidat der Wirtschaftswissenschaften. Zwischen 2002 und 2013 arbeitete er in leitenden Positionen in der Privatwirtschaft in der Ukraine. In den Jahren 2014/15 war er als Berater des Innenministers der Ukraine tätig und ab November 2015 war er Leiter des Hauptdienstzentrums des Ministeriums für innere Angelegenheiten der Ukraine.
Wladyslaw Kryklij zog, bei der Parlamentswahl in der Ukraine 2019 auf Listenplatz 12 der Partei Sluha narodu stehend, am 29. August 2019 als Abgeordneter in die Werchowna Rada ein. Am gleichen Tag wurde er zum Minister für Infrastruktur der Ukraine im Kabinett Hontscharuk ernannt.  Dieses Amt behielt er auch nach einer Kabinettsumbildung am 4. März 2020 im neuen Kabinett Schmyhal. Am 18. Mai 2021 nahm das ukrainische Parlament sein Rücktrittsangebot an.